# Syagrus glaucescens
Syagrus glaucescens är en enhjärtbladig växtart som beskrevs av Auguste François Marie Glaziou och Odoardo Beccari. Syagrus glaucescens ingår i släktet Syagrus och familjen Arecaceae. IUCN kategoriserar arten globalt som sårbar. Inga underarter finns listade i Catalogue of Life.

## Bildgalleri

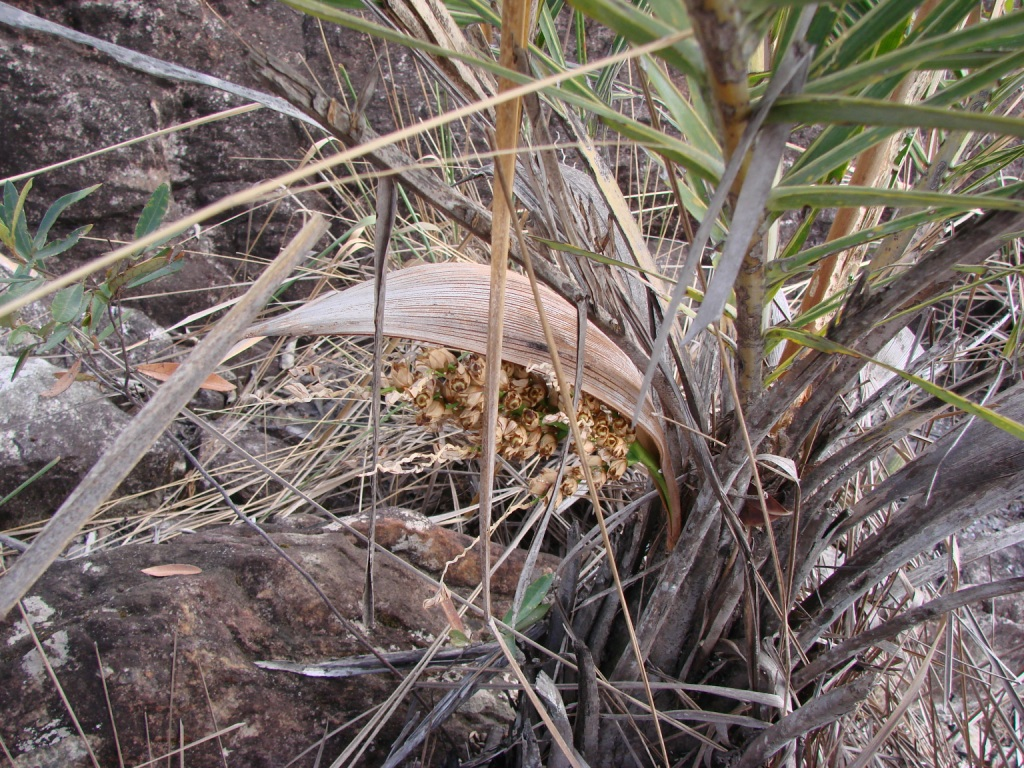